# Desolation Sound Marine Park
Desolation Sound Marine Park är en park i Kanada.   Den ligger i Powell River Regional District och provinsen British Columbia, i den sydvästra delen av landet, 3 600 km väster om huvudstaden Ottawa. Desolation Sound Marine Park ligger 249 meter över havet. Den ligger vid sjön Unwin Lake.
Terrängen runt Desolation Sound Marine Park är kuperad västerut, men österut är den bergig. Havet är nära Desolation Sound Marine Park åt nordväst. Trakten runt Desolation Sound Marine Park är nära nog obefolkad, med mindre än två invånare per kvadratkilometer.. Närmaste större samhälle är Lund, 15,4 km söder om Desolation Sound Marine Park. 
I omgivningarna runt Desolation Sound Marine Park växer i huvudsak barrskog.